# Salsa satay

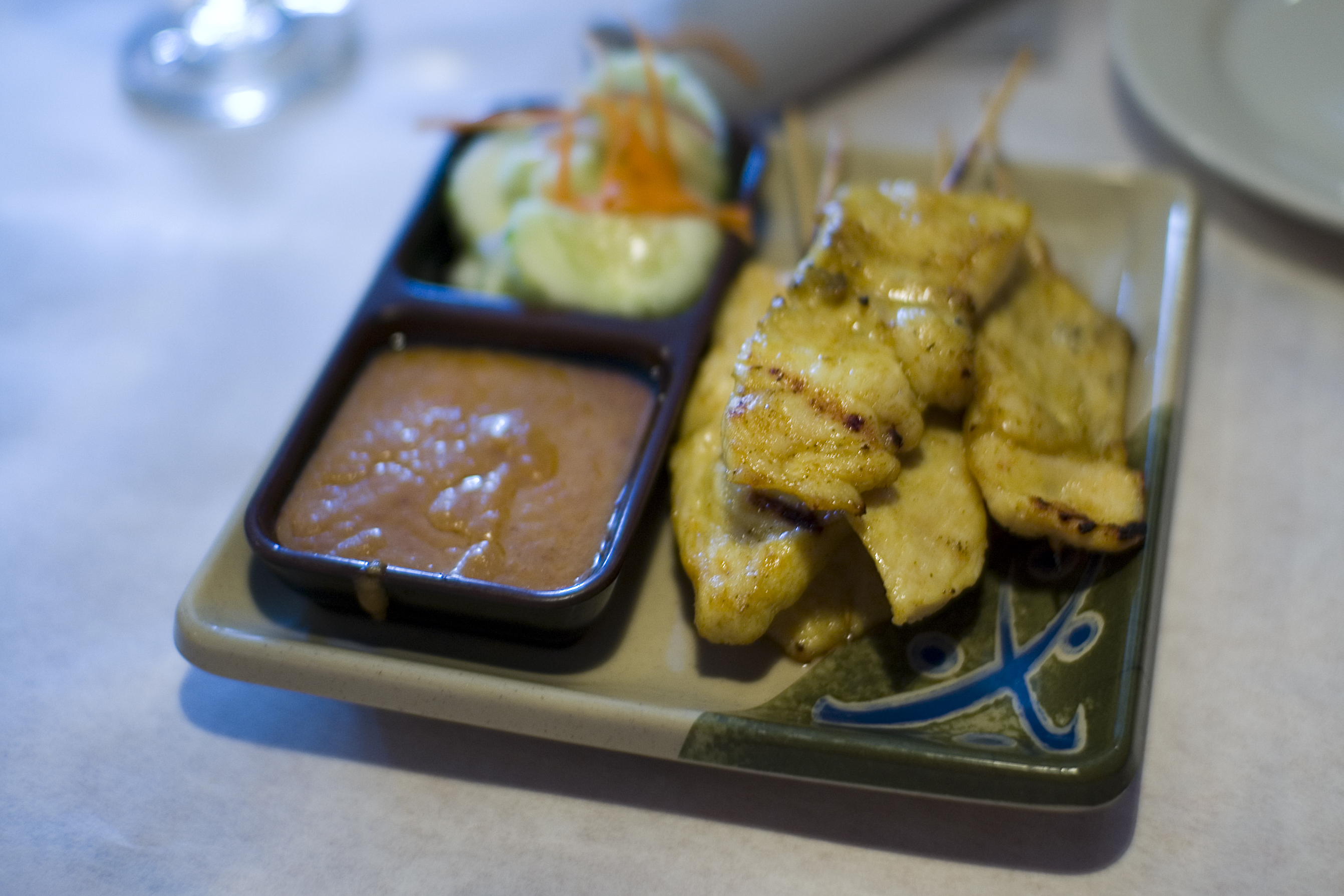
Salsa satay acompañada de pollo.

La salsa satay (en chino simplificado, 沙爹酱; en chino tradicional, 沙爹醬; pinyin, shā diē jiàng) se denomina también como salsa de cacahuetes o kacang sambal. Se trata de un condimento típico de varias cocinas de Asia: Indonesia, Malasia y China. El principal ingrediente de este condimento es la mantequilla de cacahuete que se elabora junto con la salsa de soja: proporcionando la mezcla una variada tonalidad entre frutos secos y sal marina. En la cocina holandesa se puede encontrar esta salsa en diversas comidas callejeras. Una salsa similar también se utiliza en la comida peruana. 

## Características
La salsa satay es recurrente en diversos platos asiáticos, generalmente acompañando pescados o carnes. Se realiza con una mezcla en diversas proporciones entre mantequilla de cacahuete y salsa de soja. En algunas ocasiones se emplea leche de coco como aglutinante al igual que ajo y especias diversas para aromatizar al gusto del cocinero. La cocina de Indonesia la emplea como condimento en platos tales como el Saté Babi, el Saté Ayam, el Gado-gado, el otak-otak, el ketoprak y el Keredok. La cocina china la emplea en las carnes al grill. Otros usos incluyen el hot pot y los fideos dan dan. En Singapur se puede encontrar en un plato elaborado con arroz vermicelli denominado satay bee hoon.